# Romain Baubry
Pour les articles homonymes, voir Baubry.
Romain Baubry, né le 28 janvier 1989 à Mont-Saint-Aignan (Seine-Maritime), est homme politique français.
Membre du Rassemblement national, il est élu député dans la 15e circonscription des Bouches-du-Rhône lors des élections législatives de 2022. Il siège au sein du groupe RN et est membre de la commission des Lois de l'Assemblée nationale.

## Biographie
Romain Baubry naît le 28 janvier 1989 en Normandie. Il est fils de commerçants, ses parents étant tous deux fleuristes. Il signe un contrat avec la gendarmerie où il officie pendant deux ans en tant que gendarme adjoint volontaire. Il est ensuite surveillant pénitentiaire, puis policier à Nîmes.

### Parcours politique
Il est tête de liste aux élections municipales de 2020 à Sénas, commune des Bouches-du-Rhône située au nord de Salon-de-Provence, à la frontière avec le département de Vaucluse, sur les bords de la Durance. Même s'il échoue à devenir maire, la troisième place de sa liste RN lui permet de décrocher un siège dans l’opposition.
Il est candidat pour le Rassemblement national aux élections départementales de 2021 dans les Bouches-du-Rhône. Il se présente dans le canton de Salon-de-Provence-1 avec sa colistière Laëtitia Occhiminuti et réussit à se qualifier pour le second tour. Cependant, n'obtenant que 35,28 % des voix au second tour, il échoue à se faire élire face aux conseillers départementaux sortants de l'Union de la droite et du centre : la LR Marie-Pierre Callet et l'UDI Henri Pons.
Il est candidat pour le Rassemblement national aux élections législatives de 2022 dans la quinzième circonscription des Bouches-du-Rhône. Il se qualifie pour le second tour avec 29,52 % des suffrages exprimés au premier tour. Il a alors 7 points d'avance sur son adversaire du MoDem Marie-Laurence Anzalone, candidate sous la bannière d'Ensemble, la coalition de la majorité présidentielle d'Emmanuel Macron. Au second tour, il remporte l'élection avec 53,85 % des voix, et devient ainsi député. Il a eu pour assistantes parlementaires Nina Azamberti et Clémence Le Saint, militantes auprès des groupes identitaires Collectif Némésis et Défends Marseille, et proches du mouvement néofasciste Tenesoun,.
Il est réélu député lors des élections législatives de 2024.

## Affaires judiciaires

### Accusation de violence
En janvier 2024, son assistante parlementaire porte plainte contre Romain Baubry pour des faits de violence, l'accusant de l’avoir bousculée et de lui avoir coincé les doigts dans une porte lors d’une querelle sur le paiement de ses heures travaillées. Celui-ci nie les faits.
Affaire classée, sans suite. 